# 菅井斌麿
菅井 斌麿（すがい としまろ、1899年〈明治32年〉7月27日 - 1992年〈平成4年〉3月20日）は、大日本帝国陸軍軍人。最終階級は陸軍少将。

## 経歴
徳島県出身。1921年（大正10年）7月に陸軍士官学校第33期卒業。1931年（昭和6年）11月に陸軍大学校第43期卒業。
関東軍参謀、参謀本部教育課教育課員、同教育課長、陸軍省兵務局兵備課長を経て、1941年（昭和16年）8月、陸軍大佐に進む。1943年（昭和18年）2月、陸軍省高級副官となり、1945年（昭和20年）2月、朝鮮軍管区参謀副長兼第17方面軍参謀副長に補され、朝鮮半島の守備に就いた。同年6月、陸軍少将に進級した。
戦後、京城連絡班長に就任。1947年（昭和22年）11月28日、公職追放仮指定を受けた。
その後、茶販売業を営んだほか、乃木神社の戦災復興奉賛会事務局長などを歴任した。1992年（平成4年）3月、老衰で死去した。